# Kelvin Davis (bokser)
Kelvin Davis (ur. 26 maja 1978), amerykański bokser, były mistrz świata federacji IBF w wadze junior ciężkiej.
Na zawodowych ringach zadebiutował 1 października 1999 pokonując przez TKO w drugiej rundzie Randyego Wortha. 23 marca 2002 pokonał niejednogłośną decyzją byłego mistrza federacji IBF Arthura Williamsa zdobywając wakujący pas USBA który stracił 23 maja 2003 przegrywając przez techniczny nokaut w jedenastej rundzie z O'Neilem Bellem w pojedynku którego stawką był również należący do Bella pas NABF jak i status oficjalnego pretendenta do pasa IBF. 24 października 2003 pokonał niejednogłośną decyzją Louisa Azille zostając oficjalnym pretendentem IBF. 1 maja 2004 zdobył wakujący pas IBF nokautując w ósmej rundzie Ezra Sellersa. Nigdy nie bronił swojego pasa z którego zrezygnował 20 maja 2005 roku a dzień później zmierzył się z przyszłym mistrzem federacji WBA Guillermo Jonesem przegrywając przez techniczny nokaut w czwartej rundzie. 3 września 2005 ponownie stanął do pojedynku eliminacyjnego federacji IBF ze Steve Cunninghamem ulegając wysoko na punkty.